# 요짐보
《요짐보》(用心棒, Yojimbo)는 일본에서 제작된 구로사와 아키라 감독의 1961년 액션, 범죄, 드라마, 스릴러 영화이다. 미후네 도시로 등이 주연으로 출연하였고 키쿠시마 류조 등이 제작에 참여하였다.

## 출연

### 주연
- 미후네 도시로
- 토우노 에이지로
- 후지와라 카마타리

### 조연
- 시무라 타카시
- 카와즈 세이자부로
- 야마다 이스즈
- 타치카와 히로시
- 사잔카 큐
- 나카다이 타츠야
- 카토 다이수케
- 사와무라 이키오
- 니시무라 코우
- 츠키야 요시오
- 츠카사 요코
- 후지타 스스무

## 기타
- 미술: 무라키 요시로
- 의상: 무라키 요시로